# Kerala lentiginosa
Kerala lentiginosa är en fjärilsart som beskrevs av Alfred Ernest Wileman 1914. Kerala lentiginosa ingår i släktet Kerala och familjen trågspinnare. Inga underarter finns listade i Catalogue of Life.

## Bildgalleri

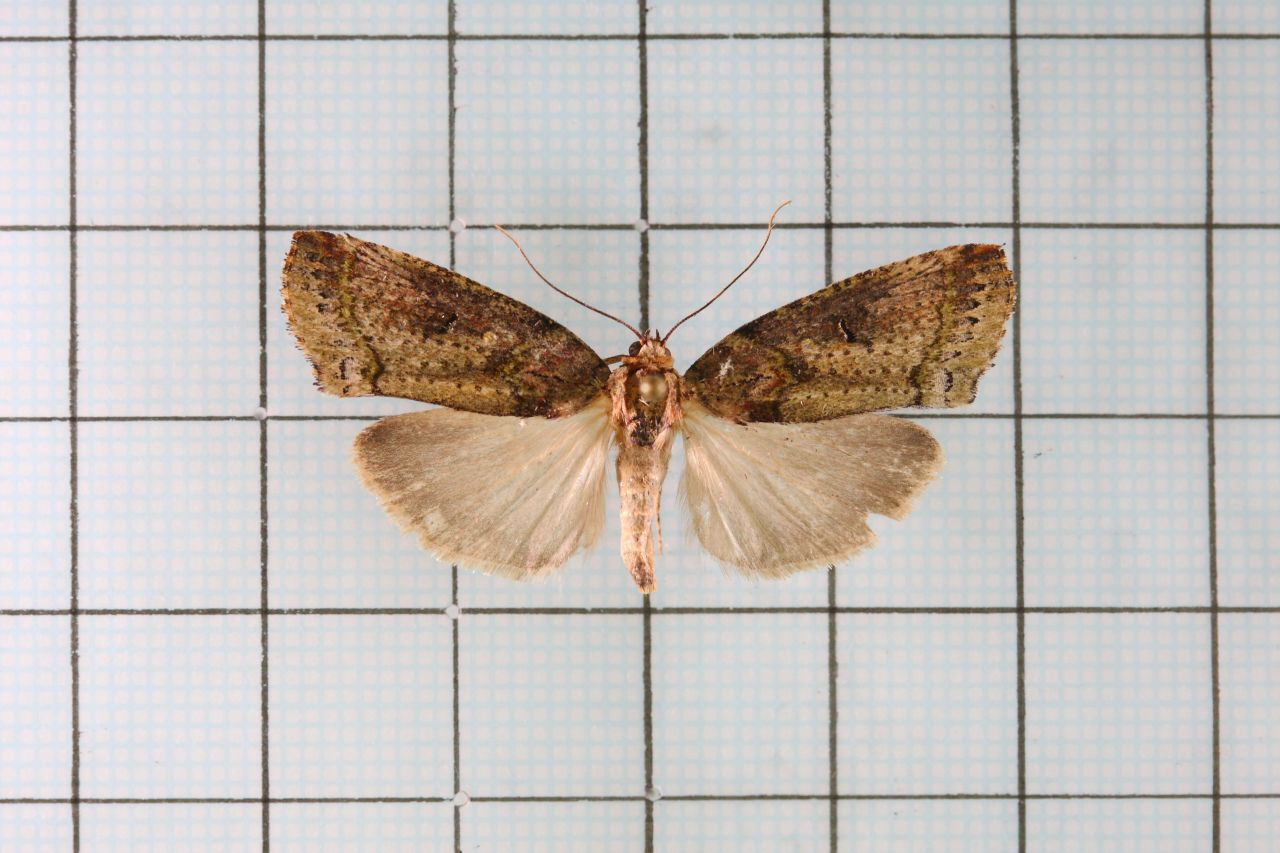
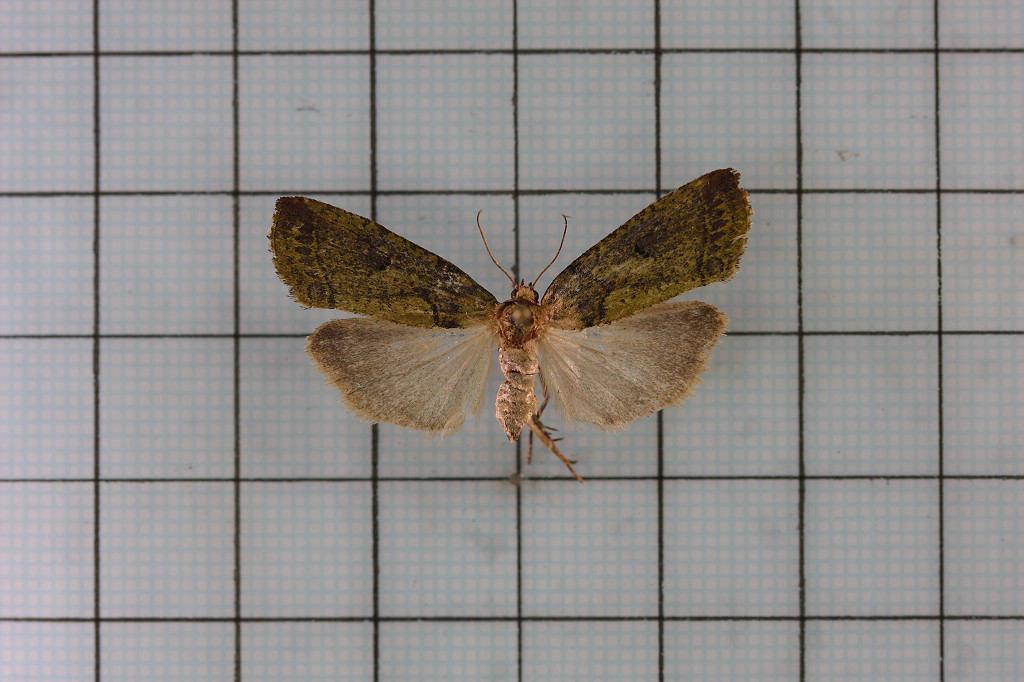
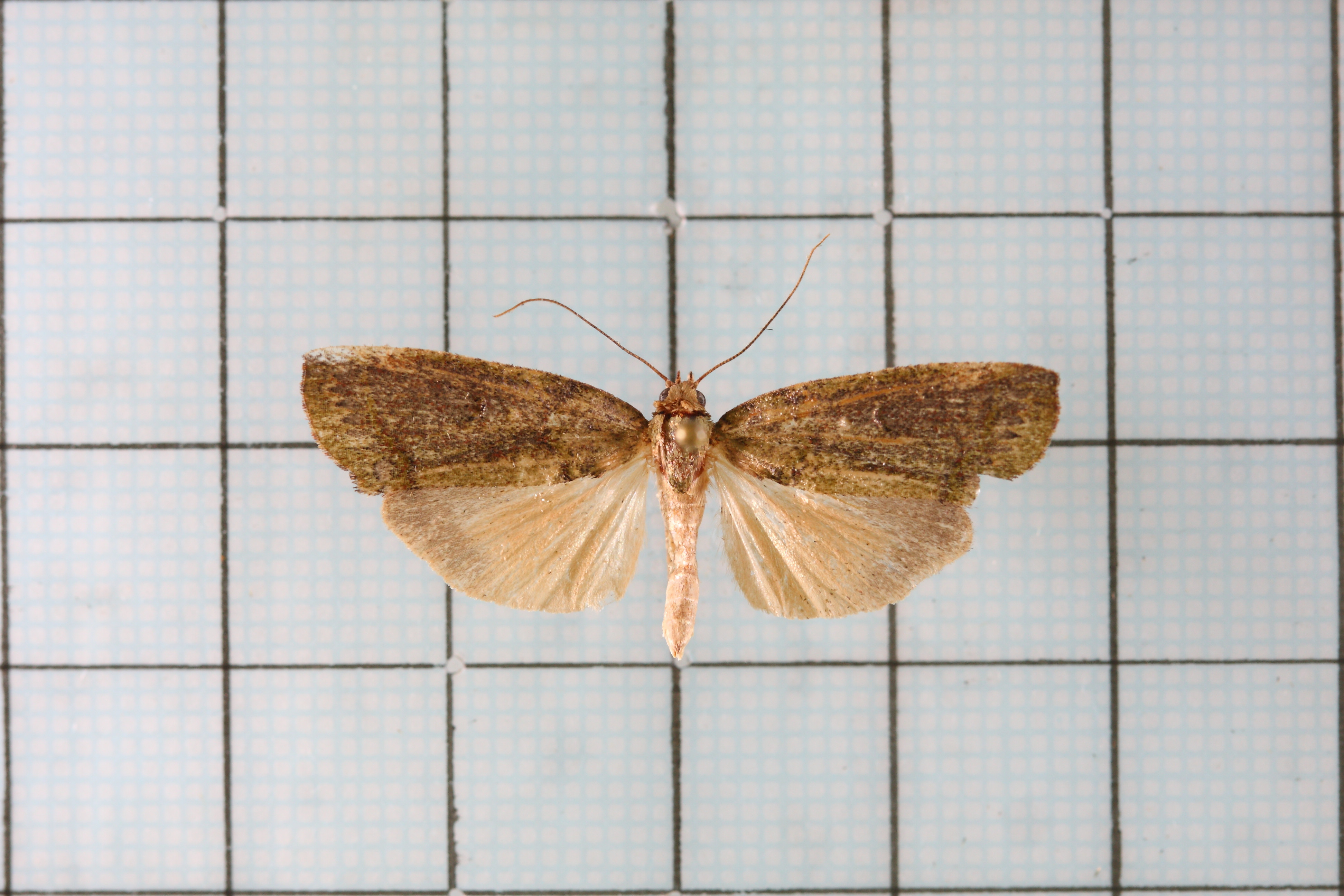